# Kampung Melayu Barat
Kampung Melayu Barat is een bestuurslaag in het regentschap Tangerang van de provincie Banten, Indonesië. Kampung Melayu Barat telt 11.305 inwoners (volkstelling 2010).